# 尼梅连河
尼梅連河（俄語：Река Нимелен）或额密勒河屬於阿姆贡河的左支流，在距河口315公里处注入阿姆贡河，由哈巴羅夫斯克邊疆區波利娜·奥西片科区負責管轄，源起亚马林山，河道全長311公里，流域面積14,100平方公里，平均流量118立方米每秒，河水主要來自雨水。流域内遍布森林，其中多是针叶林。

## 引用
1. ↑  . . СПб. 1890—1907.
2. ↑  谭其骧 (编). . 中国地图出版社. 1982-1987.
3. ↑  А. М. Прохоров (编). . 1969—1978.
4. ↑  А·П·穆拉诺夫. . 列宁格勒: 气象出版社. 1966 （俄语）.
5. ↑  . 列宁格勒: 气象出版社 （俄语）.
6. ↑  Т·А·基谢尔科瓦娅. . 列宁格勒: 气象出版社. 1977 （俄语）.
7. ↑  . 国家水登记处 （俄语）.